# Walter Marinovic
Walter Marinovic (* 8. August 1929 in Wien; † 10. September 2021 in Zwettl) war ein österreichischer Gymnasiallehrer, Publizist und Revisionist sowie Autor in den rechtsextremen Zeitschriften Die Aula, fakten, National-Zeitung und der NPD-Zeitschrift Deutsche Stimme.

## Referententätigkeit
Marinovic war ein regelmäßiger Referent des Deutschen Kulturwerks Österreich, von 1995 bis 1997 des Vereins Dichterstein Offenhausen und von 1995 bis 1999 der Arbeitsgemeinschaft für demokratische Politik. Weiterhin war er Verfasser der Eckardtschriften Nr. 131 und 143 des Referats beim Bildungswerk Deutsche Volksgemeinschaft der Österreichischen Landsmannschaften.
Als Pensionist wurde er ehrenhalber Mitglied (Alter Herr) der Salzburger akademischen Burschenschaft Germania, einer schlagenden und deutschnationalen Studentenverbindung.
Beim Jahreskongress der Gesellschaft für Freie Publizistik (GfP) Ende April 2001 hielt er einen Vortrag zum Thema Die politische Lage in Österreich nach der blau-schwarzen Regierungsbildung.
Am 30. Mai 2004 war er Teilnehmer bei einem Treffen unter dem Motto Tag der Gemeinschaft: Volksgemeinschaft leben der Plattform Neue Ordnung (PNO), einer Vereinigung aus der Bewegung deutsche Volksgemeinschaft (BDVG) und der Bewegung Neue Ordnung (BNO) in Stuttgart. Gemeinsam mit weiteren Teilnehmern wie Andreas Thierry und Lars Käppler unterzeichnete er das von Herbert Schweiger erstellte sogenannte Nationale Manifest für Deutschland & Europa (bekannt geworden auch als Württemberger Appell 2004), das in den inhaltlichen Grundaussagen den Thesen des Manifests zur Brechung der Zinsknechtschaft aus dem Jahr 1919 von Gottfried Feder entspricht.
Im April 2010 wurde er von der Piusbruderschaft als Referent zum Thema Überfremdung und Islamisierung Europas geladen. Auch bei der Staats- und Wirtschaftspolitischen Gesellschaft war er als Redner geladen.

## Kommentare zum Zeitgeschehen
Nachdem der Präsident der Israelitischen Kultusgemeinde Wien (IKG), Ariel Muzicant, den demokratischen Charakter der FPÖ bezweifelt hatte, antwortete Marinovic darauf „Wer bedenkt, dass sich die Zeiten ändern können, sollte vorsichtiger sein“, was überwiegend als mit einem deutlichen Unterton versehene Drohung gewertet wurde.

„Das Gedenken an Opfer – auch des eigenen Volkes! – war noch lange nach 1945 selbstverständlich. Dann zog – mit medialem und politischem Applaus – zweimal die Ausstellung ‚Verbrechen der Wehrmacht‘ quer durch die Lande und gab unsere Väter dem Hass und der Verachtung preis. Das Gedenken an die Gefallenen wurde zum Spießrutenlauf zwischen den Rotten des linken Pöbels.“

„Mehr Verzweiflung als Freude? Der Nobelpreis für Jelinek […] Grundsätzlich hat Jelinek ‚Angst vor dem gesunden Volksempfinden‘. Sie bedauert, dass ‚Österreich niemanden hat wie einen Habermas oder Adorno‘. Damit bekennt sie sich als brave Schülerin der ‚Frankfurter Schule‘, deren Ziel es ist, unsere Kunst zu zersetzen und mit schräger Anti-Kunst eine Diktatur des Hässlichen aufzurichten. […] Aber kritische Leser werden nun den Nobelpreis-Schwindel durchschauen und erkennen, dass er ein Signal für die gezielte Zersetzung unseres Volks und seiner Kultur ist. Für Jelinek und die herrschende Kulturmafia wäre das ein Grund zur Verzweiflung. Für uns aber die Hoffnung auf eine geistige Wende.“

2015 schrieb Marinovic in der Aula, dass Israel bzw. der „politische Zionismus“ hinter dem „Islamischen Staat“ steckten und „ein Rothschild“ hinter dem Anschlag auf Charlie Hebdo. Im selben Artikel bezog er sich positiv auf Martin Luthers antijudaistische Schrift Von den Juden und ihren Lügen.

## Schriften (Auszug)
- Das Teutsche Nationaltheater. Unser Burgtheater von Joseph II. bis Peymann (= Eckartschriften. Heft 131). Österreichische Landsmannschaft, Wien 1994.
- Linke Kulturpolitik in Österreich. Liste Kritischer Studenten, Wien 1995, ISBN 3-901311-08-4.
- Diktatur des Hässlichen. Stocker, Graz/Stuttgart 1995, ISBN 3-7020-0696-6.
- Deutsche Dichtung aus Österreich. Schönherr, Weinheber, Waggerl. Eckartschriften, Heft 143, Österreichische Landsmannschaft, Wien 1997.
- Johann Nestroy – ein Zerrissener (= Eckartschriften. Heft 159). Österreichische Landsmannschaft, Wien 2001.
- Kunst oder Antikunst. Von der Diktatur des Häßlichen und dem Aufbruch des Schönen. Stocker, Graz/Stuttgart 2003, ISBN 3-7020-1012-2.
- Friedrich Schiller – er ist unser! Sein Leben, sein Werk, sein Fortwirken bis heute. Österreichische Landsmannschaft, Wien 2004, ISBN 3-902350-11-3.
- Auf rechten Wegen. Verlag fakten, 2006.
- Türkensturm – einst und jetzt. Verlag fakten, 2009.
- Mit 16 Jahren. Walther Verlag, 1998.
- Kornblumen (Erzählung mit politischem Hintergrund). Georgs Wanderschaft von Südtirol bis Schleswig-Holstein. Nation&Wissen Verlag, Riesa 2013, ISBN 978-3-944580-02-9.

## Tonträger
- Mit Gisela Limmer von Massow: Verlorene Heimat. Historische Einführung. 1 CD. ZeitReisen-Verlag, Bochum 2002, ISBN 3-941538-06-3.